# Голям южноафрикански телескоп
Големият южноафрикански телескоп (на английски: Southern African Large Telescope), SALT) е най-големият телескоп в Африка и в цялото Южно полукълбо.
Намира се на хълм близо до Съдърланд, Южна Африка. Снабден е с огледало с диаметър над 9 метра, което е съставено от 91 шестоъгълни части.
Съоръжението е на Южноафриканската астрономическа обсерватория. Улавя ултравиолетовите, видимите и инфрачервените лъчи от отделните галактики и звезди, а също така и квазари.
SALT е пуснат официално в действие на 10 ноември 2005 година с церемония, на която присъства и президентът на страната Табо Мбеки.